# Голоси (роман)
«Голоси» — перша книга із серії оригінальних науково-фантастичних романів за мотивами всесвіту «Вавилон 5», створеної Дж. Майклом Стражинським; книгу написав Джон Ворнхолт.

## Зміст
Події в романі відбуваються в часовій шкалі другого сезону телевізійного серіалу «Вавилон 5». Телепат Гарріман Грей прибув на Марс, де він має стати зв'язковим високопосадовця Псі-корпусу Бестера. На під'їзді монорельсом до готелю, де мала відбутися секретна зустріч, стається вибух. Готель «Марс» зруйновано. Бестер, прочитавши думки персоналу, знаходить ручне управління і монорельсовий вагон вирушає від місця вибуху. Бестер приймає рішення перенести конференцію Псі-корусу на «Вавилон 5» і доручити Талії Вінтерс перебрати на себе приготування події.
Талія Вінтерс здійснює для посла Коша сканування невидимого співбесідника. Шеридан скликає нараду і повідомляє про рішення Псі-корпусу.
Гарібальді з Івановою отримують наказ Шеридана в дні конференції «любити Псі-корпус» і з Вінтерс готують гостям приміщення. Всього має прибути понад 100 телепатів виших рівнів. Телепати прибувають на «Вавилон 5» транспортом «Фрейя»; шеф безпеки Гарібальді не в захопленні від гостей.
Бестер в присутності Іванової сканує Гаррімана і військовий телепат відмовляється від пропозиції бути помічником високопосадовця. Талія, Вінтерс і Гарібальді за наполяганням двох телепатів здійснюють екскурсію нетрями «Вавилону». На них нападають три нелюдські істоти.
З'ясовується, що нападники — це помічниця посла Г'Кара На'Тод і два її одноплемінники — вони домовилися з Гарібальді прилякати телепатів. Повертаючись, Гарібальді дізнається, що нелегально повернувся розшукуваний злочинець і підозрює в цьому зв'язок із марсіанськими повстанцями.
Один із важливих телепатів Малтен пропонує Талії роботу в своєму консорціумі та запрошує на закрите зібрання, Вінтерс погоджується. Тим часом злочинець Козир виміняв невідомій особі дата-кристал.
Гарібальді через силу займається поселенням прибуваючих телепатів. Талія Вінтерс збирається на зпсіданні телепатів пролобіювати свої інтереси.
Майкл Гарібальді намагається хоч годину відпочити, але стається непередбачувана ситуація в приміщенні тимчасово непрацюючого казино — Г'Кар гамселить телепата. Виявляється, побитий телепат заклався що вкладе Г'Кару думку — і посол відчув, що цей незнайомець неодмінно хоче його вбити.
Збирається конференція, псі-корпус з військовими сперечаються із комерційними телепатами. Талії стає зле, вона ледь встигає вийти із зали, як всередині приміщення лунає вибух. Загинуло п'ятеро телепатів, що сиділи біля Бестера. Талію Вінтерс помістили під арешт — як головну підозрювану у справі вибуху. До арештованої Талії приходить посол Кош і вони розмовляють незрозумілими та ніби незв'язними наборами речень.
За сприяння посла Коша Талія втікає на Землю. Її переслідують Гарібальді та слідчий псі-корпусу Грей. Вінтерс опиняється на кораблі для метанодихаючих істот в ізольованому контейнері, у якому також знаходиться Козир.
Мінбарець Леньєр повідомляє Шеридану — від військового телепата він дізнався про плани відсторонити Псі-корпус і вивести на перше місце комерційний напрям. Контейнер з утікачами контрабандисти скидають над малонаселеними районами Північної Америки.
Гарібальді під час польоту до Землі в документах телепата серед співробітників марсіанського готелю впізнає Емілі Крейн — вона супроводжувала Малтена й брала дата-кристал у Вінтерс. За утікачами в пустелі Північної Америки прибувають чотирма суднами на повітряних подушках нео-примітивісти «білі індіанці». Талія, щоб не видати себе, робить вигляд, що не розмовляє. Тим часом Гарібальді і телепат в Бостоні знаходять Емілі Крейн. Гарібальді помічає у Крейн документ із сенату й запам'ятовує його номер. Жителі земного дна роблять втікачам підробні документи, а Талія намагається знайти Емілі Крейн.
Знайомий Грея працівник сенату Малтен повідомляє про законопроєкт, що готується — передати Псі-корпус під цивільне управління компанії «The Mix» — де працює Емілі Крейн. «Білі індіанці» дають втікачам підробні документи й одяг і виставляють їх із поселення. Талія здогадується що їх переслідує Псі-корпус й із Козирем в пустелі імітує аварію човна на повітряній подушці. Утікачам вдається обеззброїти телепатів та забрати їхній шатл. Козир висаджує Талію біля Фенікса.
Гарібальді розшукує Емілі Крейн, співробітники «The Mix» борються з ним і бризкають присипляючим газом. До зв'язаного шефа безпеки «Вавилону 5» виходить Емілі, під час розмови вона повідомляє, що комерційні телепати стоять за вибухом на Марсі. При перевезенні Гарібальді псі-копи Бестера убивають його охорону й Емілі. Перебуваючи в мотелі, Талія дізнається з новин про убивство Емілі Крейн і двох її співпрацівників.
Гарріман й Гарібальді вирушають на Марс; туди ж вилітає й Талія Вінтерс. З допомогою співчуваючої тітоньки, яка проявила свої акторські здібності, Талії вдається оминути псі-копів й проникнути на космольот. Цим же космольотом летять й Гарібальді з Греєм. Шеф безпеки у старомодно одягненій жінці впізнає Талію. При висадці на Марсі підробна картка телепатки перестає спрацьовувати; в приміщенні космопорту стається вибух. Цей шарварок здійснив дядько Тед — він хоче вивести Талію; в цей час Грей телепатично повідомляє їй про свою присутність й Гарібальді. Усі вони уникають переслідування з допомогою учасників марсіанського руху опору.
Утікачі приймають рішення надати ЗМІ дані, що за вибухами стоїть Малтен та про секретний законопроєкт. Разом з Бестером загін знаходить замаскований бункер, звідки йшло повідомлення від Малтена. Спустившись в бункер, вони знаходять прив'язаного до стільця Малтена з годинниковою бомбою. Усі вони ледве встигають вибратися, бомба вибухає на Малтені.
Трохи шантажуючи Бестера, Гарібальді примушує його вилучити Талію зі списку телепатів-втікачів. Гарібальді повертається до «Вавилону 5», а Талія залишається на кілька днів у батьків, роздумуючи про своє майбутнє та можливі стосунки з Гарібальді.
Книга містить елементи, які є каноном для «Вавилону 5», і багато в чому прояснює стосунки між Гарібальді та Талією.